# 守護甜心！角色列表
守護甜心角色列表，是PEACH-PIT原作漫画作品中登場的人物說明。

## 守護者
聖夜學園的「特殊學生會」，平日在處理著雜事（文件處理等）和獵捕惡蛋把惡蛋淨化。守護使者都有守護甜心。成為守護者後會得到一件「皇家披肩」，還可以在「皇家花園」裡喝下午茶，享有特別禮遇，遲到和早退也沒所謂等等。

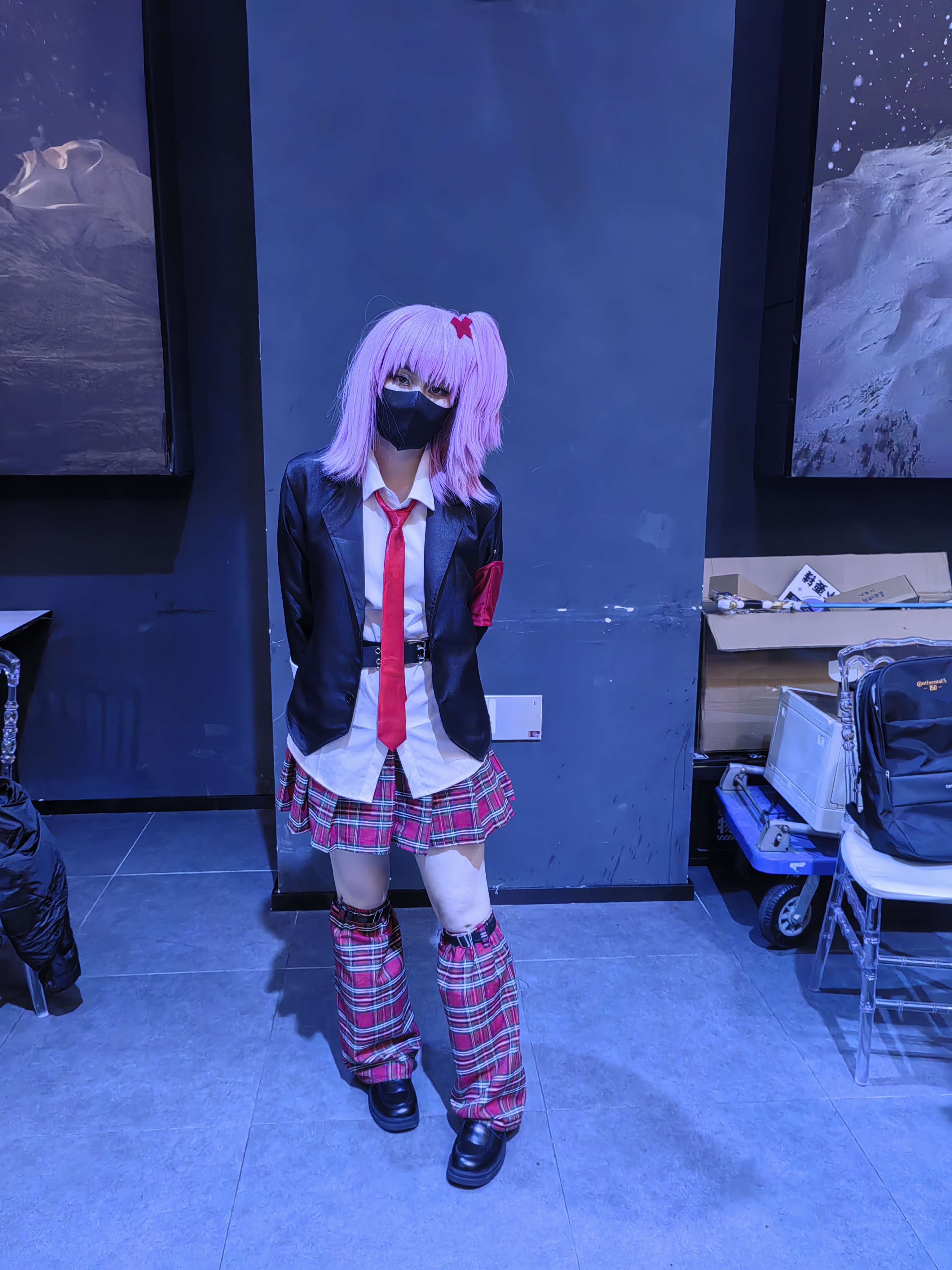
日奈森亞夢的cosplay

日奈森亞夢（Hinamori Amu）
（配音員：伊藤加奈惠（日本）；林美秀（台灣）；何璐怡（TVB）、鄭家蕙（Disney Channel）（香港））
本來的漢字為，動畫第10話日奈森家門牌等可見，作中寫作。
身高155cm，體重44kg，生日是9月24日（天秤座），血型是O型。
初登場於第一回。擔任守護者的「Joker」的少女。
表面特徵為粉紅色頭髮，以✖型髮飾紮著頭髮。

聖夜學園的學生，故事開始的時候是四年級（動畫為五年級）轉學進入，現在六年級，一直是星班的學生。很怕恐怖的事物（源自漫畫第三回及動畫第34話）。被人談論為「Cool & Spicy（又酷又火辣）」，是眾人注目的焦點。因擁有三個守護蛋而受到守護者留意，雖然以「不想穿皇室披肩」的理由拒絕加入守護使者，不過被守護使者強行拉入，擔任守護使者的Joker。
但真正的她其實是因為不擅於表達和害羞，而被人誤解為個性冷酷。對愛情沒有很了解，故剛開始對很多男性友人有好感，尤其對唯世的王子性格更顯愛戀。漫畫版故事尾聲，於星之道遇到未來的唯世，而亞夢以為其是司，便對其傾訴自己不明白對幾斗的感覺是否是戀愛，而唯世則回之「一定是的，相信未來的妳會明白。」從唯世的回應得知未來亞夢會與幾斗在一起。有時很愛逞強和乖僻，但卻被誤認為是「有型」。其實她是個纖細的普通少女。由於母親喜愛哥德式和龐克式的衣服，也成為誤解為「酷」的主要原因，為「酷」的造型的現狀苦惱；對著自己喜歡的男生時，會顯得不知所措，說話經常口不對心，希望變成坦率又可愛的女孩，因此故事開始時得到三個「守護甜心」。
擁有「Humpty Lock」，與幾斗的「Dumpty Key」是一對，鎖跟鑰匙是互相對應的。
動畫第27集，第四個守護蛋方塊產生，但因為亞夢的猶疑，變成惡蛋並歸順當時的歌唄，與她的绘琉間接交換。動畫第28集，更因璃茉的指責，心情大為低落；後得空海開解，重拾信心，與海里、璃茉成為朋友。動畫第43集，成功取回第四個守護蛋Dia（方块）。在漫畫最終回中，在二階堂悠與三條由佳里的婚禮上凪彥對亞夢說出凪彥就是撫子的真相，而讓接到新娘捧花的亞夢嚇得拋開捧花且差點昏倒，並被幾斗與唯世同時抱住。捧花被回歸的四個守護甜心幫忙接住。
亞夢於動畫第二季時使用「閃亮亮攻擊」，但只用在凪彥身上(詳見動畫第56.62集)。
守護甜心是 小兰、美琪、小丝、方块。
形象改造時，✖型的頭飾就會變化為♥型、♠型、♣型和♦型。甜心出擊後分別為「Amulet Heart（淨惡之心）」、「Amulet Spade（淨惡之筆）」、「Amulet Clover（淨惡幸運草）」和「Amulet Diamond（淨惡鑽石）」（簡稱 Amulet Dia）；與歌唄的守護甜心绘琉、依琉分別甜心出擊為「Amulet Angel（淨惡天使）」和「Amulet Devil（淨惡小惡魔）」。運用Dumpty Key和Humpty Lock的力量與 小兰、美琪、小丝、方块甜心出擊為「Amulet Fortune（淨惡幸運女神）」，而Amulet是守護的意思。
邊里唯世（Hotori Tadase）
（配音員：高木禮子（日本）；李明幸（台灣）；張裕東／鄭麗麗（小孩）（TVB）（香港）
身高157cm，體重46kg，生日是3月29日（白羊座），血型是B型。

初登場於第一回。擔任守護使者的「King's Chair（國王寶座）」的少年。通稱「王子」。他的守護甜心是輝石。
聖夜學園的學生，漫畫4和5年級讀於月班，6年級與亞夢同為星班。實際上是一個性格溫柔、但非常害羞的人，很怕在大庭廣眾面前說話，受到祖母教誨自幼想變強而誕生守護甜心。
患有花粉症，居於純和風的家中，房間也十分整潔，數年前，他的祖母暈倒後，唯世重視著他的祖母，因此經常會買花探望。
經常於無意識下道出令女生心動的說話。另外自己的特別技能「閃亮亮攻擊」（只於動畫第2集、第17集、第22集、第56集使用過），憑自己楚楚可憐的樣貌及閃閃的眼睛以求對方接受自己的要求，但只對女生有效，對男生（如凪彥）未必有效。
被稱為「王子」時就會突然形象改造，變成了國王陛下，性格變得驕傲自大，他的夢想就是征服世界，解決方法是被撫子（凪彥）或璃舞用水桶蓋著他的頭，然後數「三、二、一」，不過若以自動的方式回復原狀後就會情緒失落。
漫畫第22回（動畫第三十九話），唯世因找不到胚胎而失去了自信，加上聽了「願望CD」的「BLACK DIAMOND」，差點令奇跡變成惡蛋。後來得到亞夢的幫忙，跟奇蹟甜心出擊為「Platinum Royal（白金聖皇）」。
喜歡亞夢，本來喜歡亞夢甜心出擊後的淨惡之心，但後來發現那只是亞夢的另一面，並向亞夢表白﹝動畫第11集向亞夢表示自己喜歡上了淨惡之心，後第74集又到亞夢家向她表明心意。)
未得到（動畫第80集）亞夢的解說前，由於受到媽媽（瑞惠）的影響，以及誤會幾斗殺了Betty（唯世自小陪伴的寵物，是一隻狗），同時祖母暈倒，不喜歡幾斗及諷刺其為「帶來不幸的黑貓」，實際他、幾斗和歌唄因兒時玩伴而關係良好。跟亞夢和好的同時，他沒有再視幾斗為眼中釘，並叫幾斗為哥哥（イクト兄さん（イクト にいさん））。
長大後的唯世和司相像。
在漫畫第48回中，亞夢在星之道路上所遇見的司其實是來自未來的唯世，在亞夢對和幾斗的感情迷惑時，引導她明白自己的心意。
於尾聲得知亞夢對幾斗的感情，加上由於之前母親從中作梗，言語傷害幾斗而感到愧疚，轉而默默守護兩人的戀情。於漫畫第11卷110頁(為星之道篇)，在幾斗要出國前，聽完父親唯說完他送Dumpty Key給或斗與奏子當定情信物，促使其成婚的故事後，當時與未來的唯世均明白了父親做此事的心意。
但在二階堂老師的婚禮上也對一直不回日本的幾斗發起搶奪亞夢的宣言，表示若幾斗不好好對亞夢，他就會當賊貓把亞夢搶過來。亞夢得知凪彥為撫子驚嚇到昏倒時，想攙扶亞夢但與幾斗同時抱住。
藤咲撫子／藤咲凪彥 （Fujisaki Nadeshiko, Fujisaki Nagihiko）
（配音員：千葉紗子（日本）；龍顯蕙（台灣）；曾佩儀（TVB）（香港））
日文名字的發音，本身有透露其性別形象：藤咲撫子的ふじさき なでしこ（Fujisaki Nadeshiko），「し」發音與英文的She（她）一樣，表示了藤咲撫子的「女性」形象；而藤咲凪彥的ふじさき なぎひこ（Fujisaki Nagihiko），「ひ」發音與英文的He（他）一樣，表示了藤咲凪彥作為男性的真實身分。漫畫最終回向亞夢坦白凪彥就是撫子。
「咲」字中文發音為ㄒㄧㄠˋ，但台灣卡通頻道的字幕無法正常顯示這個字，故以「嘯」代替。「凪」（ㄓˇ）字為日文專有漢字，故在台灣動畫版以「颯」（ㄙㄚˋ）字替代；因此「藤咲凪彥」另譯為「藤咲颯彥」。
身高162cm，生日是7月4日（巨蟹座），血型是AB型。

初登場於第一回。先後擔任「Queen's Chair（皇后寶座）」和「Jack's Chair（騎士寶座）」。他的守護甜心是手鞠和節奏。
聖夜學園的學生、和亞夢同屆，4和6年級讀於月班，5年級為星班。跟亞夢很要好。其實是男孩，實名為藤咲凪彥（Fujisaki Nagihiko）。因為藤咲家的男孩在10歲以前需以女孩的身份、姓名生活，目的是跳好「女角舞蹈」，了解女性的性格，以女性自居。小時候因為要模仿女性而不敢發揮出男性的性格，限制了自己的跳躍高度（動畫第91話）。但其實很想成為一個真正的男孩子，只是因為家族傳統而不能以男孩子的生活。在動畫第二季末段受璃茉開解，最終擺脫了煩惱，令手鞠也在守護蛋中出來。在漫畫新年初時（動畫第25話）曾以原本的性別與亞夢相見，但謊稱是撫子的雙胞胎哥哥。
六年級前（漫畫第十五回，動畫第二十五話）到歐洲暫時留學習舞，但後來因陷入低潮回國（漫畫第二十七回第三學期，動畫第五十六話第二學期）時被司、唯世和空海脅迫以凪彥的身分成為新「Jack's Chair（騎士寶座）」留在聖夜學園，在和冴木信子對話時被璃茉拆穿，在動畫故事亞夢和彌耶不知道凪彥就是撫子。在漫畫最終回中，在二階堂悠與三條由佳里的婚禮上對亞夢說出凪彥就是撫子的真相，而讓接到新娘捧花的亞夢嚇得差點暈倒，並不小心拋開了剛接到的捧花。
與手毬甜心變身後，好勝、火爆的性格，變成了完全不同的類型。漫畫第三十四回（動畫第91話，98話和109話）與節奏甜心出擊為「Beat Jumper（撼動躍者）」，與手鞠甜心出擊為「Yamato Maihime（大和舞姬）」。
相馬空海（Sōma Kūkai）
（配音員：阿部敦（日本）；何志威（台灣）；曹啟謙（TVB）（香港）／幼年：田中晶子（日本）；林美秀（台灣）；幼年：林元春（香港）
身高166cm，生日是8月17日（獅子座），血型是A型。

初登場於第一回。原擔任守護使者的「Jack's  Chair（騎士寶座）」的少年。
聖夜學園小學部的畢業生、比亞夢年長一屆。現中學部。他的守護甜心是大地。
特徵是橙紅色髮，經常日曬而膚色稍黑。雖在守護者為夥伴的哥哥，實在家中是幼子。
現在離開了守護者，現任守護者的前輩（或學長），當他們感到煩惱時，便會與他商量。
足球部的主將，常因為不知道要參加足球部還是籃球部而煩惱，運動神經相當好，體力很強。漫畫的第15回（動畫第26話），空海由小學部畢業後去了中學部，但是常以前輩身分回來探訪以前的夥伴，至於撫子就是凪彦的秘密則是在動畫第56話才知道。
漫畫第18回中（動畫第29話）在亞夢和繪琉一起甜心出擊的時候，他和大知受到「Humpty Lock」的影響也一起甜心出擊為「Sky Jack（藍天侍從）」。
在動畫中有與歌唄有鬥吃拉麵的比賽，漫畫版最終回吻了歌唄，並與歌唄交往。
結木彌耶（Yuiki Yaya）
（配音員：中村知子（日本）；黃珽筠（台灣）；楊善諭→陳皓宜（TVB）（香港））
身高152cm，生日是5月25日（雙子座），血型是O型。
初登場於第一回。擔任守護使者的「Ace's Chair（權杖寶座）」的女孩。她的守護甜心是皮皮。
聖夜學園的學生、小亞夢一屆。5年級為月班。有一個弟弟結木翼（嬰兒），也就是"小翼",也因此她的夢想是變回嬰兒而得到父母關心，所以皮皮也是嬰兒甜心。
髮型為雙馬尾，繫上大的絲帶。非常喜好甜食，有著愛向人撒嬌的個性，並以可愛的暱稱稱呼同伴，實際上是因為家庭因素的影響。在羊田美美子的芭蕾舞教室學習芭蕾舞。
「變身後變成拿著武器「超大手搖鈴」的嬰兒一樣，受到嬰兒的性質影響，性格成為愛哭的人。而在漫畫第24回（動畫第41集）中與皮皮甜心出擊為「Dear Baby（可愛寶貝）」。
當亞夢和唯世或海里有曖昧的氣氛出現時就會和璃茉起鬨。
真城璃茉（Mashiro Rima）
（配音員：矢作紗友里（日本）；雷碧文（台灣）；鄭麗麗（香港））
身高138cm，生日是2月6日（水瓶座），血型是B型。

初登場於第十五回（動畫第二十七話）。擔任守護者的新「Queen's Chair（皇后寶座）」的少女。她的守護甜心是嘻嘻。
與嘻嘻甜心出擊為「Clown Drop（小丑降臨）」。
聖夜學園的學生、和亞夢同屆、6年級時轉入星班。有著一頭長長的金色捲髮，外表相當秀氣可愛。曾經被亞夢形容為「個子像低年級一樣」，身材嬌小，因而受到許多男生的仰慕追求，表面上很自私高傲且目中無人，但內心裡其實是個善良又相當脆弱的女孩，而且喜歡搞笑。擅長扮哭，因為「形象改造」後會變成搞笑的角色遭到恥笑，而討厭「形象改造」。
小時候曾經差點遭到綁架，之後父母對其行動持高度嚴格的限制，並經常因此緊張爭吵，家庭關係轉為緊張。兒時一次父母爭吵時曾經試圖逗父母笑，卻被父母責怪不要這麼幼稚，因此變得不常笑，並認為「沒有什麼好笑的事情笑很愚蠢」。並封閉心靈不敢逗大家笑。其父母在漫畫最終回離婚了。
初轉入班時不喜歡交朋友，還把那些她認為無聊的人稱為「像笨蛋一樣」。其實璃茉對搞笑很執著，認為「搞笑不是遊戲」，動畫32集因同學表演錯誤的搞笑動作而在全班面前表現出搞笑的一面，受到很大打擊而逃出教室，後因亞夢的鼓勵，而讓她打開心房感覺到朋友的重要。運動白痴。剛認識颯彥時因為不滿亞夢和凪彦接觸過多將凪彦視為敵人並經常暗鬥，後來知道了撫子與凪彥的身分並了解其理想後關係改善。在漫畫中對颯彦有好感。
根據嘻嘻所說和眾人所見，當璃茉一沮喪時，她就會把身體縮成球體形狀（請見漫畫第12卷，動畫第32集）。
三條海里（Sanjo Kairi）
（配音員：齋賀光希（日本）；龍顯蕙（台灣）；雷碧娜→許盈（TVB）（香港））
生日是6月12日（雙子座），血型是A型。
初登場於第十六回（動畫第二十八話）。擔任守護者的新「Jack's Chair（騎士寶座）」的少年。因為小時敬仰宮本武藏而誕生了武藏，守護甜心是武藏。
與武藏甜心出擊為「Samurai Soul（武士魂）」。
認為每樣事情均可用科學根據解釋，但至今仍不能解釋「守護甜心」的出現而煩惱。
聖夜學園的學生、小亞夢兩屆、4年級時轉入月班。對自己要求很高。因為身高的關係常被當成高年級生，被亞夢和彌耶稱為委員長（班長）。研究出計劃讓惡蛋捕獲率大增。戴眼鏡，如外表般是頭腦派。
是三條由佳里的弟弟。最初成為守護者是為了找出守護者的秘密。不知不覺中對亞夢產生好感，復活社計畫失敗後決定轉回故鄉的學校完成學業，並在臨走前（漫畫第26回，動畫第44話）當眾向亞夢告白。在動畫71集再度與亞夢見面，不過卻因為認為自己還不夠成熟所以不希望見到亞夢，後來和亞夢交談後終於打開心結（漫畫沒有這一段）。
柊立花
（配音員：江里夏（日本）；雷碧文（台灣）；黃紫嫻（香港））
因音譯問題，台灣迪士尼頻道翻譯「柊六花」。
初登場於動畫第一百零三話。動畫原創角色，聖夜學園的學生，比亞夢小四屆。於二年級時轉入聖夜學園。是個熱心的女孩，尊敬亞夢。為能看見心靈之蛋的靈能力者，亦可以和惡蛋溝通，得知心靈之蛋存在後開始期望加入守護者，同時卻又隱瞞將惡蛋收留身邊的事實。後成為見習守護者。守護甜心是小螢。
與小螢形象改造後，變成了冷靜的性格。在動畫第一百二十六話與小螢甜心出擊為「Pure Feeling（純潔感覺）」，與Amulet Dia（淨惡鑽石）聯合技能「Open Heart」。
因應原任守護者的唯世、亞夢、凪彥及璃茉小學畢業，獲天河司宣佈榮升為下任「Queen's Chair」。

## EASTER
中文譯作為「復活社」，與「聖夜學園」的「守護之星」為敵對關係，原為幾斗兄妹的家族經營，董事長過世、女婿或斗失蹤後，由社內重臣一之宮一臣經由對奏子逼婚入贅搶奪，成為現任董事。企圖利用腐化人類的「心靈之蛋」的方法，為控制復活社的神秘人物「大人」（一之宮光）尋找守護胚。一般認為名字是來自復活節。
月詠幾斗（Tsukiyomi Ikuto）
（配音員:中村悠一（日本）；林谷珍（台灣）；李致林（香港））
本來的漢字為，作中寫作。
初登場為高一。由於很小時父親或斗就因不想繼承妻子的家業而不告而別，母親因此病倒，為了保護媽媽跟妹妹，雖然內心難過，也堅強地安慰在病房外哭泣的歌唄，並要她不要在人面前哭泣，不喜歡被人知道自己的處境，因為不想被人覺得可憐。當時知情的大人都一直同情他們家，讓幾斗個性久而久之變得倔強。形象如自由自在的貓，音樂才子一名，隨身帶著父親的小提琴，個性外冷內熱。為了找到父親而想得到守護胚，爾後被繼父心靈控制，與守護之星們為敵；最後被亞夢救贖，恢復意識。 雖然表面上是與同為要得到守護胚的守護之星為敵，卻多次私下出手救援（只有亞夢知情）。為保護月詠家，對繼父的命令言聽計從（如消滅被認為已無利用價值的惡蛋），因此被守護之星們誤解，還被唯世蔑稱壞心的賊貓，但內心早已傷痕累累。於亞夢有危險時，總是獨自出手救援。在亞夢的Dia惡蛋化，並被復活社製造的惡蛋攻擊時，獨自保護她。與亞夢各種巧遇與獨處下，開始對亞夢產生好感。 之後為尋找父親而決定環遊世界各地，並靠著卓越的琴藝與巴黎有名的管弦樂團巡演，也交到許多朋友，個性也變得開朗。 結局在二階堂與三條的婚禮前與亞夢重聚，且由於唯世的搶奪宣言，使幾斗更積極面對自己的感情。父親偷偷回國參加婚禮，並與奏子重聚，一家終於團圓，幾斗也不必繼續環遊世界尋找父親了。
星名歌唄/月詠歌唄（Hoshina Utau）
（配音員：水樹奈奈（日本）；龍顯蕙（台灣）；林元春（香港））

身高160cm，體重48kg，生日年11月9日（天蠍座），血型是A型。
初登場於第二回。她的守護甜心是依琉和繪琉。曾一度漠視繪琉，直至與守護者的對決（41集）才了解繪琉的真正力量。
14歳的中學生兼偶像的活躍少女。有著一對金髮的雙馬尾，穿哥德蘿莉系的衣服。復活社的人，本名月詠歌唄（Tsukiyomi Utau），是幾斗的妹妹，由於母亲奏子並沒有與父亲或斗離婚，因此「星名歌唄」為她的藝名，並非戶籍上的真名。從幼稚園就有戀兄情結，擁有妹系性格，對幾斗的感情濃烈到超出了兄妹關係。為了要幫助幾斗脫離復活社，而協助三條由佳里尋找胚胎和收集壞蛋，但其實心裡卻不想這麼做。把對幾斗有好感的亞夢視為情敵，為了搶奪亞夢和幾斗配成一對的鎖「Humpty Lock」，而傷害亞夢，受「Humpty Lock」影響和Dia變身。
與依琉形象改造時會長出惡魔的翅膀。技能是藉由歌聲腐化人心，並奪取已遭腐化而產生的「惡蛋」。在第七話裡，歌唄是以個人歌手的身份唱「迷宮蝴蝶」。唱歌的時候會跟依琉形象改造。當唱到最後一句歌詞時，會把聽眾的心靈之蛋抽出來，變成惡蛋。歌唄一度以獨立樂隊「Black Diamonds」的主音的身份唱「Black Diamond」。而「願望CD」裡的歌曲就是「Black Diamond」。聽完後，聽眾的心靈之蛋都會變成壞蛋。
在與守護者的對決中失去了繪琉、依琉和方塊，才意識守護甜心的意義。隨後亞實的突然出現讓她回憶年幼時身為歌迷的心情，重拾身為歌手的自尊，並與由佳里離開復活社。
喜歡吃重口味的拉麵，因緣際會下認識空海，兩人時常進行拉麵比賽。在故事最後對空海產生好感而交往。
與依琉變身成「Lunatic Charm（魅之月）」、與繪琉變身成「Seraphic Charm（魅之聖潔天使）」、與×方塊變身成「Dark Jewel（黑暗寶石）」。
二階堂悠（Nikaidou Yuu）
（配音員；間島淳司（日本）；何志威（台灣）；黃啟昌、劉奕希（代配）（香港）／幼年：澤城美雪（日本）；雷碧文（台灣））
生日是9月18日（室女座），血型是A型。
初登場於第五回。表面上是亞夢的班主任，而真實身分為潛伏於聖夜學園的復活社間諜。為了和三條由佳里競爭誰最先發現胚胎而前來聖夜學園。具有可藉由對他人說出喪氣話語，使之灰心喪志，並使他人的心靈之蛋腐化。小時候以機器人工程師作為目標，後來其指導老師因為要照顧患病的妻子辭職，加上父母拼命反對，原有的守護甜心（未孵化的）在一次意外中破碎，所以放棄了夢想。
後來舒舒盡力令他恢復信心，而當年未孵化的守護甜心在事情中重生，並告訴他將來會再見。被復活社開除後，偶然知道了恩師的近況。此後，正式擔任亞夢的老師，畢竟本來就持有教員資格。常在亞夢面前故意誤稱她為「（台譯「日『出』森」（電視版）、「有空森」與「閒森」；港譯「日『悶』森」）」同學，但其實他自己知道亞夢的正確名字。 在漫畫最後一回與三條由佳里結婚。
三條由佳里（Sanjo Yukari）
（配音員：夏樹莉緒（日本）；李明幸（台灣）；陸惠玲（香港））
生日是1986年8月7日（獅子座），血型是B型。
初登場於第七話。歌唄的經理人，個性驕傲自大，和二階堂競爭誰最先發現胚胎。在公司中擔任歌唄的演藝經紀人，並以幾斗要脅歌唄藉由歌聲搜括心靈之蛋，一度利用歌唄。但在受到壞甜心集體攻擊時被歌唄出手搭救，決定帶歌唄離開復活社另建新演藝事務所。
是三條海里的姐姐，相差十多歲，由於不善家事時常使喚海里。以前跟二階堂交往過，但她本人把與二階堂交往過的日子視為「人生的污點」，離職後和二階堂關係稍微改善。在漫畫最後一回與二階堂悠結婚。
星名一臣/一之宮一臣（Hoshina Kazuomi）
（配音員：小形滿（日本）；林谷珍（台灣）；陳廷軒（香港））
身高178cm。
初登場於第五回，復活社的專務（董事長）。幾斗和歌唄的義父，光的祖父，二階堂悠以及三條由佳里的直屬上司，策畫一切行動以奪取「守護胚」來送給「大人」。逼迫星名奏子與自己「結婚」，將奏子的子女兩人當成利用工具，並研發音叉控制幾斗的思想和變身。早在奏子的父亲在世時，已為其左右手，掌管實權，非常憎恨奏子和或斗，認為他們只懂得玩音樂，沒有資格繼承星名家族的事業，企图覇佔財團的一切。在除了孫子光之外的家人都過世後，此想法更為偏激。
本名為一之宮一臣（Ichinomiya Kazuomi），在守護者與復活社的決戰中揭露「大人」是一臣塑造為公司領導者的存在，以掌管公司和剝奪歌唄與幾斗繼承EASTER的權利。知道自己一直以來對光和星名兄妹的過失，重新與光一起生活，並對奏子提出解除婚約，及後才發現自己與奏子並無婚姻關係。
一之宮光（Ichinomiya Hikaru）
（配音員：中尾衣里（日本）；黃珽筠（台灣）；程文意（香港））
身高120cm， 血型是O型。
初登場於第二十八回（動畫第九十二話）。復活社的最高領導。
父母和祖母在他小時候因交通意外而逝世，被祖父一臣養大。雖然年紀很小，但思想極為現實，表示自己不需要沒有利用價值的事物。長期的寂寞導致心中沒有心靈之蛋。平常透過變聲器坐在布幕後與復活社的成員對話（配音員：飯塚昭三（日本）；何志威（台灣）；林保全（香港））。渴望得到守護胚的目的，其實只是想要完成寶石的收集，以寶石來填滿自己内心的空虛，司曾把心靈之蛋的繪本拿給光看，但光認為夢想只是一個膚淺的夢，毫無價值，而把繪本的最後一頁撕破。在守護者與復活社的決戰中，被亞夢教曉感情和夢想的重要性，一直被誤認為胚胎的心靈之蛋亦因而回到心中。後入學聖夜學園小學部成為一年級生，先前的心靈之蛋化為待孵的守護蛋而納入見習守護者。
露露‧堂‧莫魯斯露（Lulu de Morcerf）
（配音員：神田朱未（日本）；雷碧文（台灣）；陸惠玲（香港））
身高160cm。
動畫原創人物，初登場於動畫第五十三話接近尾聲時。她的守護甜心是娜娜。
一臣從法國招聘的轉學生，是完美主義者，持有能製造將心靈之蛋轉變為謎之蛋的紅寶石項鍊的形象改造能力，說話隱約帶名古屋腔。初登場時非常瞧不起守護者與亞夢。但隨著時間流逝抓不到胚胎，露露開始與一臣對峙，且不滿為何非得和幾斗與九十九合作降低自己身段。真正的目的是要得到到胚胎讓久未登上大螢幕的母親重新出道。動畫第89話，因令媽媽重歸螢幕的夢想受質疑，於是用謎之蛋變身「Dream Dream」。最後與亞夢結為朋友，和父母回法國。

（配音員：和田吉正（日本）；林谷珍（台灣）；潘文柏（香港））
身高175cm。
動畫原創人物，在動畫第三十八話登場，二階堂和三條的下屬，非常仰慕由佳里。在前輩們離開後變成研究室的負責人，一再研發守護胚製造裝置但屢屢失敗，致使星名一臣更加不信任。
千千丸
（配音員：坂口候一（日本）；何志威（台灣）；張錦江（香港））
動畫原創人物，復活社研發人員。九十九的下屬。
萬田
（配音員：根本圭子（日本）；龍顯蕙（台灣）；曾佩儀（香港））
動畫原創人物，復活社研發人員。九十九的下屬。
DARTS
動畫第四十七話正式登場。彌耶現在喜歡的歌手。所屬唱片公司為「 MUSIC」。
香川昌之　
動畫第十三話只以名字登場。撫子（凪彥）一直喜歡的歌手。所屬唱片公司為「 MUSIC」。

## 守護甜心

### 亞夢的守護甜心
小蘭（Ran）
（配音員：阿澄佳奈（日本）；龍顯蕙（台灣）；曾秀清（香港））
初登場於第一回。亞夢第一個孵出來的守護甜心，有運動氣息的守護甜心。
粉紅色的太陽帽上有著♥型的裝飾，穿粉紅色的競技啦啦隊風格的衣服。
擅長運動，坦率、開朗活潑的性格。討厭安靜。
和亞夢變身後就會變成為「Amulet Heart」，技能是「Spiral Heart」。與Platinum Royal聯合技能「Platinum Heart」（動畫第八十集）。
當亞夢在電波塔決戰時（漫畫第三十八回、動畫第一百話），因「Humpty Lock」和「Dumpty Key」產生共鳴而與其他三個甜心共同變身為「Amulet Fortune」。
美琪（Miki）
（配音員：加藤奈奈繪（日本）；雷碧文（台灣）；張頌欣（香港））
初登場於第二回。第二個孵出來的守護甜心，有藝術家氣息的守護甜心。
藍色帽子上有著♠型的裝飾，穿著有點男性化打扮。
拥有让画本上的东西成真的能力。
很花痴的甜心，就跟亞夢一樣，亞夢是對唯世有好感，而美琪是對輝石好感。
酷的性格。討厭束縛。
和亞夢變身後就會變成為「Amulet Spade」，技能是「Colorful Canvas」和「Prism music」（動畫原創）。
當亞夢在電波塔決戰時（漫畫第三十八回、動畫第一百話），因「Humpty Lock」和「Dumpty Key」產生共鳴而與其他三個甜心共同變身為「Amulet Fortune」。
小丝（Suu）
（配音員：豐崎愛生（日本）；黃珽筠（台灣）；陳凱婷（香港））
初登場於第三回。第三個孵出來的守護甜心，以烹飪為首家務全部擅長的守護甜心。
淡綠色三角巾上有著♣型的裝飾，穿著綠色女傭服。
个性相當冒失，甜美可爱。討厭毛蟲。拥有和动物交流的能力。
和亞夢變身後就會變成為「Amulet Clover」，技能是「Remake Honey」、「Sweet Applique」和「Honey Bubbles」（動畫原創）。
當亞夢在電波塔決戰時（漫畫第三十八回、動畫第一百話），因「Humpty Lock」和「Dumpty Key」產生共鳴而與其他三個甜心共同變身為「Amulet Fortune」。
方块（Dia）
（配音員：伊藤加奈惠（日本）；黃珽筠、林美秀（守護甜心！派對中的番外篇）（台灣）；朱妙蘭（香港））
初登場於第十八回（動畫第二十七話）。第四個孵出來的守護甜心，亞夢內心的光輝以及未來嚮導者。
頭箍上有著黃色雙♦型的裝飾，穿著黃色兩截裙，右耳戴著耳機和麥克風；壞甜心狀態時會有兩個分別黑白色的♦重疊，頭上黑色的♦型髮飾被「X」的記號覆蓋，穿著深紫色連身裙，裙上有三個♦圖案，膚色黝黑，具有成熟知性的女性魅力，性格冷靜沉默。
擁有能聽見別人心聲、穿越時空以及未來的能力。
性格較為冷靜、溫柔且成熟穩重，然而有點天然呆，是最接近亞夢內心理想中的自己的甜心。
因為空海畢業、撫子留學、別人認為亞夢不再像自己等因素，而變成壞蛋，並離開亞夢。被收集壞蛋中的歌唄發現，認為歌唄是主人，之後便跟隨著歌唄，一起收集壞蛋。
在守護之星與歌唄的決戰中，亞夢因直面和接納自身的迷惘、不了解自己等因素，並堅持內心的光輝而恢復原狀。（第二十六回，動畫第四十三話）在戰後等待「亞夢能發揮真正光芒的那一天」而暫時進入長眠，被亞夢隨身攜帶。（但偶爾會在第二季動畫中登場），與EASTER對決結束後又再次出現。
與歌唄變身成「Dark Jewel」，技能是「Shining Black」和「Glitter Particle」。
與亞夢變身成「Amulet 」（簡稱「Amulet Dia」），是亞夢能力最強的變身。技能是「Starlight Navigation」和「Shootingstar Shower」。
當亞夢在電波塔決戰時（漫畫第三十八回、動畫第一百話），因「Humpty Lock」和「Dumpty Key」產生共鳴而與其他三個甜心共同變身為「Amulet Fortune」。

### 守護者的守護甜心
奇迹（Kiseki）
（配音員：三宅華也（日本）；雷碧文（台灣）；黃玉娟（香港））
初登場於第一回。唯世的守護甜心。樣子和唯世相似，但瀏海則與唯世的相反。
戴王冠，穿著斗篷。
因唯世渴望能保護和領導他人變得更強而誕生。
與黑夜是不共戴天的死對頭，並常以「賊貓」蔑稱牠，但後來和解了。
性格蠻橫嬌羞並且驕傲自大，立志征服世界，常常稱守護者成員的守護甜心為自己的庶民。
在漫畫第11卷中得知在未來唯世長大後消失了（應該是天河司）。
與唯世變身成「Platinum Royal（白金聖皇）」，技能是「White Decoration（雪白淨飾）」，「Hol Crown Special（聖之冠Special）」，「Royal Sword（聖之劍）」。與Amulet Heart（淨惡之心）聯合技能「Platinum Heart（白金之心）」（動畫第八十集）。
手鞠（Temari）
（配音員：柚木涼香（日本）；李明幸（台灣）；黃麗芳（香港））
初登場於第二回。凪彥（撫子）的守護甜心。
撫子於年幼時對歌舞伎的沉著集結的理想。
有雙重性格。平時看起來很優雅，但其實性格很火爆且好勝，與撫子甜心變身也因此改變。
喜歡揮舞大刀，不喜歡全身上下都是泥巴。
髮型為馬尾辮。穿著純和風的和服，有著櫻花型的頭髮裝飾。
因為撫子於留學時陷入低潮而回到蛋裡，在漫畫第三十四回、動畫第九十八話再次出現。
在三十四回（動畫第九十八話和第一百零九話）與撫子變身成「Yamato Maihime（大和舞姬）」，技能是「羽衣花見舞」，與Clown adrop(小丑降臨)聯合技能「Queens' Waltz（皇后華爾滋）」。（動畫第九十九話）
大地（Daichi）
（配音員：吉野裕行（日本）；黃珽筠（台灣）；袁淑珍（香港））
初登場於第二回。空海的守護甜心。
個性隨和，很有大人的主見（但常被輝石喚來喚去）。和节奏很玩得来。（动画92集）
空海在小學一年級時對各種運動的喜好與領導立集結而成的理想。
穿T恤、有著星型的頭髮裝飾。
與相馬變身成「Sky Jack（藍天侍從）」，技能是「Golden Victory Shoot（榮耀決勝球）」。
皮皮（Pepe）
（配音員：古山貴實子（日本）；林美秀（台灣）；程文意（香港））
初登場於第二回。彌耶的守護甜心。嬰兒型的守護甜心。
彌耶小學三年級時渴望得到產下第二胎的父母關懷而集結的理想。
髮型與彌耶同樣是雙馬尾，身穿粉紅色嬰兒睡袍與兔子帽，口中含著奶嘴。
與彌耶變身成「Dear Baby（可愛寶貝）」，技能是「Merry Merry（旋轉搖鈴）」和「Go Go 小鴨鴨」。
嘻嘻（Kusukusu）
（配音員：成田紗矢香（日本）；黃珽筠（台灣）；林芷筠（香港））
初登場於第十五回（動畫第二十七話）。璃茉的守護甜心。
璃茉小學一年級時渴望博得父母歡笑集結的理想。
臉上右眼的下面有個星型記號，左眼下面則是水滴的記號、有著小丑的打扮。
與璃茉變身成「Clown Drop（小丑降臨）」，技能是「Juggling Party（雜耍之宴）」和「Tightrope Dancer（繩索舞者）」，與大和舞姬聯合技能「Queens' Waltz（皇后華爾滋）」。
武藏（Musashi）
（配音員：岡本信彦（日本）；林谷珍（台灣）；伍博民（香港））
初登場於第十六回（動畫第二十八話）。海里的守護甜心。
海里年幼時對繪本上記載宮本武藏憧憬集結的理想。
從前的日本武士的形態。身軀、臉和海里十分相似。戴眼鏡。
與海里變身成「Samurai Soul（武士魂）」，技能是「Inazuma Blade（閃電之刃）」。
個性穩重
节奏（Rhythm）
（配音員：宮田幸季（日本）；何志威（台灣）；黃淑芬（香港））
初登場於第三十四回（動畫第九十一話）。凪彥（撫子）的守護甜心。
颯彥（撫子）於年幼時對籃球的熱情集結理想。和大地還有阿夜很玩得来。（动画92集）
髮型為長髮。穿著嘻哈風格的夾克與垮褲，頭戴淺色針織帽，脖子上有一副貓眼耳機。
漫畫中登場短少較無戲份，動畫中提及個性稍微有點輕浮，口頭禪是「Cool（帥氣）」。因為隨意與凪彥形象改造給凪彥帶來不少的麻煩。
在第三十四回（動畫第九十一話）與凪彥變身成「Beat Jumper（撼動躍者）」，技能是「Beat Dunk（撼動灌籃）」和「Blaze Shoot（火焰射擊）」。
小螢（Hotaru）
（配音員：佐藤聰美（日本）；龍顯蕙（台灣）；成瑤孆（香港））
初登場於動畫第一百二十二話。立花的守護甜心，是立花理想中的自己；曾因為立花以為理想中的自己是亞夢，也因為立花對所謂的「夢想」而失去信心，而變成惡蛋。後來，立花知道亞夢沒有怪責她的守護蛋變成惡蛋，而對自己說：「我就是我！自己就是自己！」，這話令立花回復對夢想的信心，小螢的叉消失了，並在立花面前誕生。有著一條尾巴，尾巴頂端有著似太陽的飾物，能夠發熱，靠近它會感到溫暖，尾巴到底是什麼東西還是個秘密。有懼高症。在動畫第一百二十六話與立花變身成「Pure Feeling（純潔感覺）」，與Amulet Dia聯合技能「Open Heart」。

### EASTER的守護甜心
阿夜（Yoru）
（配音員：澤城美雪（日本）；李明幸（台灣）；謝潔貞、伍秀霞（代配）（香港））
初登場於第一回。幾斗的守護甜心，跟輝石是死對頭，但後來和解。口頭禪是「喵」。
有貓耳也有尾巴，穿著肉墊手套和貓腳長筒皮靴。十字架、拘束皮帶附著的褲子和的龐克風格的衣服。
是位熱愛自由熱情奔放的野貓甜心。
與幾斗變身成「Black Lynx（黑色山貓）」，技能是「Slash Claw（烏鴉斬）」。
當幾斗在電波塔決戰時（漫畫第三十八回、動畫第一百話），因「Humpty Lock」和「Dumpty Key」產生共鳴而與幾斗心中的另一隻蛋共同變身為「Seven Seas Treasure（七海海盜）」，技能是「Emerald Line（翠綠繩索）」。
漫畫第48回提及當幾斗在尋找父親的路途上，黑夜回到了幾斗的心裡，因為幾斗已尋找到真正的自我，明白自己熱愛音樂的心情，得到真正的自由。
依琉（Ilu）
（配音員：今野宏美（日本）；林美秀（台灣）；梁少霞（香港））
初登場於第十一回（動畫第二十話）。歌唄的守護甜心。穿著惡魔的衣服。
經常欺負繪琉；常慫恿歌唄以歌聲腐化心靈之蛋，並以腐化他人的心靈之蛋為樂。
與歌唄的變身後就會成為「Lunatic Charm（魅之月）」，技能為「Nightmare Lorelei（惡夢妖精）」（這技能能讓對象被大量鳳蝶襲擊）和「Lilin Trident（黑暗攻擊）」。
與亞夢變身成「Amulet Devil（淨惡小惡魔）（第四十二話）」，技能是「Devil's Tune（惡魔旋律）」。
绘琉（Elu）
（配音員：冰青（日本）；李明幸（台灣）；曾佩儀（香港））
初登場於第十五回（動畫第二十七話），歌唄的守護甜心，外表是天使的模樣。對戀愛的事情很敏感，頭上的光環是戀愛雷達。
常被依琉欺負；她喜歡說教，有一顆助人為善的心，並勸阻歌唄繼續腐化他人的心靈之蛋。
與歌唄的變身後就會成為「Seraphic Charm（魅之聖潔天使）」，技能為「Angel Cradle（天使搖籃）」和「White Wing（天使羽翼）」。
與亞夢變身成「Amulet Angel（淨惡天使）」技能是「White Flag（純白旗幟）」和「White Flag Double Plan（雙管齊下舉白旗／雙重純白旗幟）」。「Angel Wink」和「戀愛修復光線」為動畫原創，基本上只是繪琉搞笑用的招式。
娜娜（Nana）
（配音員：柚木涼香（日本）；李明幸（台灣）；余欣沛（香港））
動畫原創守護甜心，初登場於動畫第五十四話，露露的守護甜心。很了解倔強的露露，一樣有名古屋腔。喜歡吃香蕉羊羹，甚至吃得太多所以生病。其後因露露希望母親重歸螢幕心切，所以令她變成神祕蛋，變身為「Dream Dream」。

### 其他出現守護甜心
雪貝（Snoope）
（配音員：新井美（日本）；雷碧文（台灣）；林元春（香港））
美冬的守護甜心，口頭禪為「的說」。只在動畫的第十四和十五話登場。
曾一度因為二階堂悠對美冬的喪氣話語而遭受打擊，並自動退縮至蛋殼內，進而遭到腐化；最後被亞夢與小蘭所淨化而還原。
Zero（Zero）
（配音員：渡邊明乃（日本）；李明幸（台灣）；沈小蘭（香港））
長倉拓哉的守護甜心。只在動畫的第十六話登場。
他跟美冬的守護甜心「雪貝」一樣，由於長倉拓哉被經紀人解雇，且受到二階堂悠的喪氣話語影響而遭腐化為壞甜心；最後被亞夢淨化而還原。
空太（Kuuta）
（配音員：小幡記子（日本）；龍顯蕙（台灣）；許盈（香港））
翔太的守護甜心。只在動畫的第三十四話登場。因為翔太心境關係而處於半消失的半透明狀態，因而被守護者當作幽靈；最後被亞夢淨化而還原，變回心靈之蛋。
羅米羅（Ramira）
（配音員：佐藤聰美（日本）；李明幸（台灣）；伍秀霞（香港））
修羅亞的守護甜心。動畫的第三十六和三十七話登場。外貌及性格都與他父親瑟奧米拉很相像。曾一度因修羅耶放棄自己的理想而變成惡蛋。
規則（Rule）
（配音員：小幡記子（日本）；雷碧文（台灣）；陳凱婷（香港））
芭露的守護甜心。只在動畫第三十七話登場，是個智慧型的甜心。芭露因守護修羅亞心切，觸動了Humpty Lock之力，繼而讓她的守護蛋被催生出來。片中並無提及名字，只有在片尾的聲優表中才有列出。
小闪（Kiran）
（配音員：村井每早（日本）；林美秀（台灣）；劉惠雲（香港））
雛子的守護甜心。只在動畫的第六十一話登場，是雛子為能容易讓自己克服害羞性格而生的。
塞西露（Cecile）
（配音員：大前茜（日本）；林美秀（台灣）；羅杏芝（香港））
櫻井優亞的守護甜心，喜愛歌唱。只在動畫的第八十五話和第八十六話登場。
曾一度受露露的寶石影響，變成神秘蛋後更重新孵化成神秘甜心。
與優亞在第三部NDS遊戲以主線角色身份登場，並會與優亞變身成「Wonderful Singer」（美妙歌手）。
咪咪（Mei）
（配音員：広橋涼（日本）；龍顯蕙（台灣）；魏惠娥（香港））
由香的守護甜心。只在動畫一百一十五話登場，是由香出於渴望盡一切努力而不急於完成的願望而生的。曾一度因由香放棄自己的理想而變成惡蛋。最後被亞夢淨化而還原，變回心靈之蛋。這個名字源自於由佳珍惜的小兔子布偶。

## 其他

### 聖夜學園
天河司（Amakawa Tsukasa）
（配音員：石田彰（日本）；林谷珍（台灣）；梁偉德（香港））
聖夜學園理事長，在第九回（動畫第六話）登場，創立守護者並擔任第一屆「King's Chair」。年齡不詳，身高182公分，據說是唯世的遠房親戚，長相像是唯世的成年版。很喜歡開玩笑。天文知識淵博並負責管理校內的天文台，在學校建造了很多秘道，並從事文學繪本創作，對貓有特別深厚的愛好。完全知曉幾斗兄妹和光的身世，以及一之宮一臣的陰謀。曾帶小时候的幾斗前住歐洲尋父，藉此試圖避開一臣對幾斗的追捕。
著有一本名為《心靈之蛋》的兒童繪本，並影射了守護甜心存在的事實。但被撕掉關鍵的某一頁：被撕掉的那頁是空白頁。天河司說，每個人有不同的故事結局，所以最後一頁是空白頁。
漫畫第48回中，亞夢在星之道路上所遇見的司其實是來自未來的唯世。
若菜
（配音員：佐藤聰美（日本）；雷碧文（台灣）；梁少霞（香港））
聖夜學園的學生、和亞夢同屆，4和6年級時為星班的學生，5年級則是月班，為原作角色。動畫中對導師二階堂十分仰慕，而對理想猶豫亦遭到露露的寶石操縱。
真奈美
（配音員：明坂聰美（日本）；黃珽筠（台灣）；林元春（香港））
聖夜學園的學生、和亞夢同屆，4和6年級時為星班的學生，5年級則是月班，為原作角色。動畫第54話中提及為花店的獨生女，因家業問題糾結遭露露的寶石操縱。
山吹紗綾（Yamabuki Saya）
（配音員：川庄美雪（日本）；李明幸（台灣）；陸惠玲→朱妙蘭（香港））
聖夜學園的學生、和亞夢同屆，一直是星班的學生。初登場於第一回，為原作角色。典型的千金小姐。家世、財力、容貌、才能全部有著自信。但唱歌卻很難聽。對學園的捐款是最多的一個。
同時喜歡唯世和空海。因自認比亞夢更適合擔任守護之星成員而對當初轉學的亞夢不滿，很渴望他人注意，覺得自己比日奈森亞夢更有資格擔任守護之星的王牌。動畫中屢次被復活社操縱。
鈴木誠一郎）（Suzuki Seiichiro）
（配音員：南央美（日本）；龍顯蕙（台灣）；伍秀霞（香港））
聖夜學園的學生、小亞夢兩屆。初登場於第一回，為原作角色。被不良少年欺負時，那些不良少年卻被亞夢趕跑，自此很崇拜亞夢，在動畫中是出現第一個壞蛋的主人。
鳩羽雪
（配音員：藤村步（日本）；雷碧文（台灣）；張頌欣（香港））
聖夜學園的學生、和亞夢同屆，漫畫的第五回和動畫的第四回登場，為原作角色。在五年級初因父母調職臨時轉學出國，懼怕英文能力不佳並遭二階堂控制產生惡蛋，為亞夢所救。在漫畫中是出現第一個壞蛋的主人。
山田
（配音員：代永翼（日本）；黃珽筠（台灣）；梁偉德（香港））
聖夜學園的學生、大亞夢一屆。動畫的第五話登場原創角色。空海同年的社團同伴，因沒能像空海進入正選校隊而自卑，認為庸才就是庸才。但因空海的鼓勵而與空海產生友情。
渡會美咲）
（配音員：名塚佳織（日本）；雷碧文、龍顯蕙（ep.25）（台灣）；梁少霞（香港））
聖夜學園的學生、和亞夢同屆。動畫的第八話、第二十五話、第三十話話場原創角色。排球部成員，對空海和唯世亦皆有好感，但現已為朋友。
長倉拓哉
（配音員：渡邊明乃（日本）；黃珽筠（台灣）；黃鳳英（香港））
聖夜學園的學生、小亞夢一屆。在動畫的第十六話登場原創角色。以蒙面少年魔術師身分在電視上公開演出，在得知電視播放使用特效營造氣氛破壞真實感到困惑，遭到二階堂操縱，後被亞夢所救。最後以魔術師身分再次出發。
畠中麻里若
（配音員：神田朱未（日本）；雷碧文（台灣）；梁少霞（香港））
動畫第四十五話登場原創角色，在合唱比賽擔任鋼琴伴奏，遭到山吹紗綾諷刺對自己沒信心而產生壞蛋。
一之宮光
（配音員：中尾衣里（日本）；黃珽筠（台灣）；程文意（香港））
參看EASTER。
曆
（配音員：劉惠雲（香港））
真理香
（配音員：朱妙蘭（香港））
木瞢由紀奈
（配音員：黃淑芬（香港））
西野奈津子
（配音員：劉惠雲（香港））

### 日奈森家
日奈森紡（Hinamori Tsumugu）
（配音員：織田優成（日本）；何志威（台灣）；張錦江（香港））
本來的漢字為，動畫第10話日奈森家門牌等可見，作中寫作。臺灣版漫畫譯作日語同音的「日奈森績」。
生日是2月20日（雙魚座），血型是O型。
初登場於第一回。亞夢和亞實的父親，有名的野鳥攝影家。溺愛二個女兒。稱女兒們為「爸爸的小鳥」和「爸爸的麻雀們」。
一旦聽到兩個女兒有相熟甚至是心儀的男生時就會變得相當歇斯底里。
熱愛拍照，時常拎著一台數位相機或者DV（數位錄影機）。
日奈森綠（Hinamori Midori）
（配音員：村井每早（日本）；龍顯蕙（台灣）；黃玉娟（香港））
本來的漢字為，動畫第10話日奈森家門牌等可見，作中寫作。香港版漫畫和無線電視翡翠台譯作日語同音的「日奈森翠」。
生日是12月27日（摩羯座），血型是A型。
初登場於第一回。亞夢和亞實的母親，知名雜誌「主婦的智慧」的編輯。把自己的愛好加於亞夢和亞實身上，能造蘿莉塔衣服。
對於兩個女兒的異性交友狀況不像先生一樣敏感，能接受到家中拜訪亞夢的男生。幾斗寄住在亞夢房間之事被她發現後也原諒了亞夢和幾斗。
日奈森亞夢（Hinamori Amu）
參看守護甜心！角色列表#守護者。
日奈森亞實（Hinamori Ami）
（配音員：間宮久留美（日本）；雷碧文（台灣）；楊善諭→梁少霞（香港））
本來的漢字為，動畫第10話日奈森家門牌等可見，作中寫作。香港版漫畫和無線電視翡翠台譯作日語同音的「日奈森亞美」。
生日是3月21日（白羊座），血型是O型。
初登場於第一回。亞夢的妹妹（故事開始的時候是3歲）。母親喜愛把她打扮成蘿莉風。
在動畫76集中，日奈森綠提到了唯世，亞實興奮的說：“姐姐的boy friend！”。
因為尚未擁有心靈之蛋，可以看見守護甜心（曾將亞夢的三隻守護甜心誤看成娃娃之類的裝飾品），但常常卻因口齒不清而叫成「好棒甜心（香港：守住甜心）」，更曾強行帶著三個甜心回到幼稚園給同學看。
是歌唄的歌迷，喜歡模仿歌唄唱歌，但唱得五音不全。

### 邊里家
唯世的祖母
（配音員：城雅子（日本）；龍顯蕙（台灣）；雷碧娜（香港））
唯世的奶奶。在動畫的第三十九回登場。邊里家的主人。2年前因體候不佳時長臥病在床。是個直接了然明事理的穩重女性，告誡唯世要成為「溫柔、堅強且了不起的人」而培育唯世成為領導者的性格，寫了的「大志」書法字貼在唯世的房間。過去也很照顧幾斗兄妹。
邊里唯（Hotori Yui）
（配音員：竹本英史（日本）；林谷珍（台灣）；招世亮（香港））
唯世的父親。與或斗和奏子在學生時代便是好友（關係與幾斗、亞夢、唯世相似）。三人均在國外留學時，某天在古董店買下Dumpty Key(傳說只要跟Humpty Lock結合就能打開彼此的心房，並了解對方的心意，而當時Humpty Lock不知去向)，並送給或斗，囑咐或斗要讓奏子幸福。促使或斗與奏子這對兩情相悅的戀人於歸國後成婚。以前暗戀奏子，但明白其與或斗兩情相悅，故與兒子一樣默默守護兩位好友的戀情。但或斗因不想繼承復活社而不知去向，失蹤後被其委託保管Dumpty Key並轉交唯世手上。認為或斗的失蹤對自己造成背叛感。
邊里瑞穗（Hotori Mizue）
（配音員：北西純子（日本）；雷碧文（台灣）；袁淑珍（香港））
唯世的母親，為復活社之外的反派。與丈夫為透过相亲認識而結婚。唯恐天下不亂的醋罈子。與婆婆也是唯世的奶奶關係不和諧。過去因為忌妒丈夫與月詠夫婦的深厚情誼，介意丈夫以前喜歡的人是星名奏子，在月詠兄妹寄住邊里家的期間視他們為眼中釘。稱呼幾斗為「不祥的黑貓」，並毀謗或斗留下的小提琴具有呼喚不幸的音色 。趁唯世不在，婆婆臥病在床時，將Dumpty Key丟給來訪的幾斗，幾斗在唯世的父親同意下拿走，而幾斗又對外只說「我只是取回屬於自己的東西。」，使唯世在看到幾斗的內心空間的過往記憶前(漫畫拯救幾斗篇)，一直誤解幾斗。最终在唯的表白下，明白了自己才是丈夫心中的至愛，因而放下執着，不再針對月詠家的成員。
邊里唯世（Hotori Tadase）
參看守護甜心！角色列表#守護者。

### 藤咲家
撫子／凪彥媽媽
（配音員：大原沙耶香（日本）；李明幸（台灣）；謝潔貞（香港））
撫子／凪彥嚴格又富有愛心的母親，是教日本舞蹈的名人。
藤咲撫子／藤咲凪彥 （Fujisaki Nadeshiko, Fujisaki Nagihiko）
參看守護甜心！角色列表#守護者。
管家奶奶
（配音員：瀧澤久美子（日本））
藤咲家的管家。

### 相馬家
空海的祖父
（配音員：中村大樹（日本））
寺廟住持，對孫子非常嚴格。
相馬海童
（配音員：加藤将之（日本）；林谷珍（台灣）；馮錦堂（香港））
相馬家長子。平時和空海打鬧，其實很疼空海。
相馬秀水
（配音員：大原崇（日本））
相馬家次子。
相馬雲海
（配音員：岡本寬志（日本））
相馬家三子。
相馬蓮人
（配音員：保志總一朗（日本））
相馬家四子。
相馬空海（Soma Kukai）
參看守護甜心！角色列表#守護者。

### 結木家
結木彌耶（Yuiki Yaya）
參看守護甜心！角色列表#守護者。
結木翼
（配音員：澤城美雪（日本）；雷碧文（台灣））
彌耶的弟弟。

### 星名家/月詠家
星名奏子/月詠奏子
創立EASTER的星名家族的獨生女，幾斗和歌唄的母親。與或斗的婚事遭到周圍人的反對，在或斗失蹤後仍然相信他會回來，但幾年後被迫和一臣再婚了，並且奏子無法違抗一臣。漫畫第43話曾提及奏子和一臣的婚姻書和與或斗的離婚書並沒有送出，而且也一直保留著，因此在戶籍上一直為或斗的妻子。根據漫畫的第11卷，與或斗和唯世爸爸是舊同學和好友，唯世父親未結婚前曾喜歡奏子。
月詠或斗
曾經是首屈一指的小提琴家，和奏子相愛，但由於奏子是大財團的千金，所以他們的婚事遭到周圍人的反對。最後終於同意他們結婚，但條件是：或斗要放棄音樂，繼承復活社。但後來或斗不能保持約定，在奏子的父親去世後悄然離開。幾年以後，他的小提琴在國外被發現並交到幾斗手上。在漫畫最終回中，在二階堂悠與三條由佳里的婚禮上回來並跟奏子一起。根據漫畫的第11卷，與奏子和唯世爸爸是舊同學和好友。
月詠幾斗（Tsukiyomi Ikuto）
參看守護甜心！角色列表#EASTER。
星名歌唄（月詠歌唄）（Hoshina Utau（Tsukiyomi Utau））
參看守護甜心！角色列表#EASTER。
星名一臣/一之宮一臣（Hoshina Kazuomi）
參看守護甜心！角色列表#EASTER。

### 山本家 /莫魯斯露家
與露露同為動畫原創角色，其中山本意指露露一家住於母親故居所用的舊姓。
法子‧堂‧莫魯斯露（Noriko de Morcerf／）
（配音員：增田由紀（日本）；李明幸（台灣）；謝潔貞（香港））
露露的母親，故名山本法子，名古屋人。以黛薰為藝名，活躍於各種類型的節目的女演員，很疼愛丈夫與女兒。但是露露對其久未參與電影演出感到不滿。
露露爸爸
（配音員：島田敏（日本）；何志威、林谷珍（ep.70後）（台灣）；潘文柏（香港））
露露的父親。法國貴族血統的餐廳名廚，同樣疼愛妻女。將烹飪視為工作，大部分的家事仍落在法子頭上。
露露‧堂‧莫魯斯露（Lulu de Morcerf）
參看守護甜心！角色列表#EASTER。
露露的祖母
（配音員：谷育子（日本）；龍顯蕙（台灣））
露露的奶奶。法國子爵的後裔，崇受露露尊敬的嚴厲女性，對兒子和媳婦日本平民化的生活禮儀感到不滿。很關切露露的成長。

### 羊田芭蕾舞教室
羊田美美子（羊田 ミミ子（ひつじだ - こ））
（配音員：定岡小百合（日本）；龍顯蕙（台灣）；林丹鳳（香港））
羊田芭蕾舞教室老師，只在漫畫的第九回登場和動畫的第六話和第四十八話登場的原作角色。教導彌耶和舞香的芭蕾舞，形象強烈。
姫川舞香（姫川 舞香（ひめかわ まいか））
（配音員：下屋則子（日本）；李明幸（台灣）；陸惠玲（香港））
羊田芭蕾舞教室學生，在漫畫的第九回登場和動畫的第六話和第四十八話登場的原作角色。在一次公演前意外扭傷，受到過去因受傷退出舞蹈界的母親影響而傷心，亦遭二階堂控制產生惡蛋，後來為亞夢所救。
結木彌耶（結木 やや（ゆいき やや））（Yuiki Yaya）
參看守護者。

### 相關人士
冴木信子（冴木 のぶ子（さえき のぶこ））（Saeki Nobuko）
（配音員：山本圭子（日本）；李明幸（台灣）；伍秀霞（香港））
生日是1月5日（摩羯座），血型是A型。
初登場於第一回。靈感占卜師。54歲，本名是佐伯信子（佐伯與冴木在日文中為同音）。 綠擔任編輯的雜誌「主婦的智慧」到現在出三次她的占卦特集，全部得到好評。亞夢對她的話十分不信。可以看見守護甜心，且具有一定程度的通靈、預知和感應力。在她還不知道守護甜心的存在前，以為歌唄身邊的依琉是鬼，所以很怕歌唄，之後才知道有守護甜心存在。認為唯世很有魅力。
P-TUNE（ピトゥーン）
動畫第13話只以名字登場。彌耶過去喜歡的歌手。
鳥居美冬（鳥居 美冬（とりい みふゆ））
（配音員：比嘉久美子（日本）；龍顯蕙（台灣）；鄭麗麗（香港））
動畫的第14話和15話登場原創角色。亞夢在冬季滑雪合宿認識的少女，教導滑雪技巧。因為害怕被期待而困擾無法訓練新招式，遭二階堂的說話所控，後來被亞夢所救。
詩音
（配音員：中原麻衣（日本）；雷碧文（台灣）；鄭麗麗（香港））
動畫的第20話登場原創角色。從小就很照顧空海的咖啡店老闆之女，希望報考音樂留學學校，動畫中慶祝十九歲生日，對夢想感到迷惑和不安時受到歌唄的歌聲影響，情緒崩潰以致產生惡蛋，被空海和亞夢所救。
翔太
（配音員：澤城美雪（日本）；何志威（台灣）；黃鳳英（香港））
動畫第34話登場原創角色。喜好繪畫的少年，受到祖父影響而期望成為畫家。但在祖父死後，父母雙方對待他理想的態度意見不合而終日吵架，面臨著家庭破碎的壓力，導致守護甜心空太變成壞甜心，受到璃茉和亞夢幫助恢復。
修羅耶（シュライヤ）
（配音員：進藤尚美（日本）；何志威（台灣）；袁淑珍（香港））
動畫第36話和37話登場原創角色。遠國王子。守護甜心是拉米拉。
來日本的目的是為了超越父親而尋找胚胎，卻被歌唄拿假的胚胎所騙，看到亞夢變身後喜歡上亞夢。跟他父親一樣認識天河司。解除對父親的心結之後返國繼承了皇太子之位。
金將
修羅耶飼養的老虎，喜歡代修羅耶親女孩子。

（配音員：明坂聰美（日本）；黃珽筠（台灣）；程文意（香港））
動畫第36話和37話登場原創角色。修羅耶的隨從，平時女扮男裝的樣子跟在修羅亞身邊。
日奈森修司（日奈森 修司（ひなもり しゅうじ））
（配音員：淺沼晉太郎（日本）；何志威（台灣）；伍博民（香港））
動畫的第35話登場原創角色，亞夢的堂兄、紡的姪子。亞夢兒時玩伴和傾慕的對象，也是亞夢的初戀對象，成年後前往法國研習糕點並認識女友繪里子。與繪里子訂婚後對未來感到不安而吵架，因而產生壞蛋，最後和繪里子和解並正式結婚。
大友繪里子（大友 絵里子（おおとも えりこ））
（配音員：遠藤綾（日本）；龍顯蕙（台灣）；林元春（香港））
動畫的第35話登場原創角色，亞夢的堂嫂，大友財閥的女兒，容貌端莊的美人，亦是蛋糕師傅研習生。對自己的夢想和抉擇感到迷惑，但和修司坦白後明瞭自我。
木崎都（木崎 都（きざき みやこ））
（配音員：吉川未來（日本）；李明幸（台灣）；沈小蘭（香港））
動畫第46話登場原創角色。以搞笑藝人為目標的少女。雖然有亞夢和璃舞和她一起練習，但是因為表現不好而被真正的搞笑藝人嘲笑後出現壞蛋，被亞夢和璃舞所救。
姫野琴音（姫野 琴音（ひめの ことね））
（配音員：明坂聰美（日本）；雷碧文（台灣）；林芷筠（香港））
動畫第49話登場原創角色。幾斗常去的小提琴工房主人的女兒，以修理小提琴為目標的少女。喜歡幾斗。不小心把小提琴家紗江子的小提琴毀損而出現惡蛋，後來被亞夢所救，並在幾斗的鼓勵下恢復信心。
沙都子
（配音員：高可慧（香港））
瞳
（配音員：黃紫嫻（香港））
水谷雛子
（配音員：梁少霞（香港））
中山千代子
（配音員：黃紫嫻（香港））
草薙那由他
（配音員：陳皓宜（香港））
天野守
（配音員：羅杏芝（香港））
森野
（配音員：劉惠雲（香港））
那美
（配音員：劉惠雲（香港））
音美
（配音員：林元春（香港））
櫻井優亞（桜井 優亜（さくらい ゆあ））
（配音員：釘宮理惠（日本）；李明幸（台灣）；劉惠雲（香港））
動畫的第85話和86話登場原創角色，和亞夢曾經讀同一個幼稚園，小亞夢一歲，是個模特兒。因為小時候亞夢對自己說過的一句話而相當尊敬她。守護甜心是喜歡唱歌的塞西，但優亞卻因小時候的陰影而害怕在人面前唱歌，二人因而關係惡劣。後來優亞雖受亞夢鼓勵，卻仍振作不遂因而產生謎之蛋，後來被亞夢不經意再說出的同一句話解開了她的心結，重新走上歌手之路。她跟塞西會在第三部NDS遊戲中以主線角色再登場，並在當中公開其變身「Wonderful Singer」（美妙歌手）。
由香
（配音員：藤村步（日本）；李明幸（台灣）；成瑤孆（香港））
動畫第115話原創角色。最喜愛小兔子布偶。她不管做任何事情都用盡一切努力卻仍然失敗，導致了在縫紉小兔子布偶時的不順利並最終選擇放棄，進而產生惡蛋。被亞夢淨化後，終於見到守護甜心咪咪並表示會按照自己步調慢慢來。

## 參看
1. ↑  .   [2025-02-05]. （原始内容存档于2024-12-12）.
2. ↑  .   [2025-02-05]. （原始内容存档于2024-12-12）.